# Юмратка (река)
Юмратка — река в России, протекает по Кошкинскому и Нурлатскому районам Самарской области и Татарстану. Устье реки находится в окрестностях села Малое Максимкино по правому берегу реки Большой Черемшан. Длина реки составляет 22 км, площадь водосборного бассейна — 143 км².

## Этимология
Вероятно, название произошло от личного имени Юмратка, либо от названия одного из племен.

## Данные водного реестра
По данным государственного водного реестра России относится к Нижневолжскому бассейновому округу, водохозяйственный участок реки — Большой Черемшан от истока и до устья. Речной бассейн реки — Волга от верхнего Куйбышевского водохранилища до впадения в Каспий.
Код объекта в государственном водном реестре — 11010000412112100005046.